# お江戸はねむれない!
『お江戸はねむれない!』（おえどはねむれない）は、本田恵子による日本の漫画作品、およびそれを原作としたOVA作品。『マーガレット』（集英社）にて連載された。

## 概要
時は享保の江戸時代。ころび（改宗）キリシタンの遊女の娘として産まれた、吉原遊郭一の花魁・薄雲太夫の恋と冒険を描いた作品。
薄雲は、菊之助と知り合ってから身の回りで事件が起きるようになる。自分の出生についての事情を知ることになり、菊之助や青砥との関係にも変化が起きる。そして菊組を結成し、世直しに乗り出すことに。伊賀の四天狗に命を狙われる薄雲。なぜ薄雲が命を狙われるのか。薄雲の恋に立ちはだかる数々の障害を乗り越えることができるのか。

## 登場人物
薄雲
この物語の主人公で。廓を誰よりも愛している。吉原一の人気を誇る『三浦屋』の太夫で14歳。遊女だが客に肌を許したことがない。幼くして亡くした母親はころび（改宗）キリシタンの遊女だった。うお座、O型（5巻）。
青砥藤一郎
腕のいい蘭方医で、薄雲の上客。のちに、薄雲たちと『菊組』を結成する。かに座のA型（5巻）。
弁天山菊之助
旅芸者。義賊・弁天小僧菊之助として活躍。のちに、薄雲たちと『菊組』を結成。いて座、B型（5巻）。
次郎吉
菊之助の弟分。第2巻から登場。ふたご座、A型（5巻）。
虎徹
薄雲の愛猫。普段は虎猫だが、いざと言う時には黒豹に変身し、薄雲の身を守る。
残月（月也）
芳町の人気陰間。「月也」の名で活動している。さそり座、A型（5巻）。
高尾太夫（花心）
薄雲の先輩太夫で三浦屋のナンバーワン。23歳。青砥に好意を寄せている。呪術を生業とする『果心居士』の一族。やぎ座、0型（5巻）。
虚空
薄雲を付けねらう朱雀の配下。手を触れることなく、相手の体の骨をザラメのように粉々にできる。
徳川吉宗
江戸幕府八代将軍。薄雲の実父。病に倒れ、青砥の下で手術・療養している間、薄雲に将軍代理を任せる。
徳川宗将
紀州徳川家の七代藩主で、薄雲の従兄弟（※ただし、彼は養子のため薄雲とは血縁上、繋がりはない）。
朱雀
海賊『東洋魔人公司』の頭領で、薄雲の命を狙っている。
三浦屋楼主夫妻
早くに母親を亡くした薄雲にとっては親代わりの存在。
おゆう
掏摸師。つかまっていた大番屋の中で月也と知り合う。手先が器用。
桔梗
薄雲の先輩遊女でぽっちゃり体型。身請け話が出る。三浦屋で起きた遊女失踪騒動に関係する。

## 書誌情報
- 新書版（マーガレットコミックス、全5巻）

1. 発売日:1991年9月30日 / ISBN 4-08-849798-8
2. 発売日:1992年1月29日 / ISBN 4-08-849837-2
3. 発売日:1992年5月30日 / ISBN 4-08-849877-1
4. 発売日:1992年8月30日 / ISBN 4-08-848007-4
5. 発売日:1992年9月30日 / ISBN 4-08-848017-1

- 文庫版（集英社文庫、全3巻）

1. 発売日:2005年11月23日 / ISBN 4-08-618374-9
2. 発売日:2005年11月23日 / ISBN 4-08-618375-7
3. 発売日:2005年11月23日 / ISBN 4-08-618376-5

### アンソロジー
- 東日本大震災チャリティー漫画本 PARTY! SORA[注 1][1]（2011年8月5日発売[2]、メディアパル、ISBN 978-4-89610-202-4）
  - お江戸はねむれない!〜不夜城吉原のラビリンス〜[3]

## OVA
『お江戸はねむれない!』は、1993年に発売されたOVA作品。

### キャスト
- 薄雲：日高のり子
- 青砥藤一郎：田中秀幸
- 菊之助：山寺宏一
- 菊之助（宇佐喜）：小林優子
- 高尾：藤田淑子
- 藩主：緒方賢一
- 傀傴子：小宮山清
- 三浦屋主人：土師孝也
- 沢田宋女正重義：福田信昭
- 朱雀：大森章督
- 薄雲の母：寺瀬めぐみ
- 若殿：飛田展男
- 町民A：富田晃介
- 瓦版屋：中村大樹
- 虎徹：深雪さなえ

### スタッフ
- 原作 - 本田恵子（マーガレット連載）
- 監督 - 千明孝一
- 脚本 - 渡辺麻実
- キャラクターデザイン・作画監督 - 関野昌弘
- 美術監督 - 加藤浩
- 撮影監督 - 山口仁
- 編集 - 尾形治敏、伊藤勇喜子、寺内聡
- 音響監督 - 本田保則
- 音楽 - めいなCo（浦山秀彦＋熊谷陽子）
- 音楽制作 - ビクターエンタテインメント
- プロデューサー - 丸山正雄
- アニメーション制作 - マッドハウス
- 製作・著作 - 集英社

### 主題歌
「東京音頭（平成ミックス）」
作詞 - 西条八十 / 作曲 - 中山晋平 / 編曲 - 寺田創一 / 歌 - 金沢明子ト寺田創一（ビクターエンタテインメント）

### イメージ・アルバム
OVA「お江戸はねむれない!」のサウンドトラック。
- 原作：本田恵子（集英社刊）
- 脚本：渡辺麻実
- 音楽：めいなCo.（浦山秀彦、熊谷陽子）
- 発売日：1993年6月23日（ビクターエンタテインメント）
- 品番：VICL-393

1. 東京音頭（平成ミックス）（歌：金沢明子ト寺田創一）
2. お江戸はねむれない! 菊姐参上
3. 恋の花街吉原育ち 薄雲大夫ここにあり
4. 蘭方医 青砥藤一郎
5. 十字衆の思い出
6. 弁天小僧菊之助
7. 吉原花魁の恋#1
8. 薄雲の決意
9. 闇の刺客
10. 吉原花魁の恋#2
11. 隠密青砥参上
12. からくり屋敷へようこそ
13. 緋縮緬の首輪の似合う猫
14. 薄雲-theme-